# Thecla oslari
Thecla oslari är en fjärilsart som beskrevs av Dyar 1904. Thecla oslari ingår i släktet Thecla och familjen juvelvingar. Inga underarter finns listade i Catalogue of Life.